# Черемиска (приток Тулажки)

Черемиска — река в России, протекает в Уренском районе Нижегородской области. Устье реки находится в 3,7 км по левому берегу реки Тулажка. Длина реки составляет 10 км.
Исток реки восточнее деревни Копылиха в 19 км к северо-западу от города Урень. Река течёт на юго-восток, протекает посёлки Демидовский, Понуровский, Рымовский. Впадает в Тулажку в селе Тулага.

## Данные водного реестра
По данным государственного водного реестра России относится к Верхневолжскому бассейновому округу, водохозяйственный участок реки — Ветлуга от города Ветлуга и до устья, речной подбассейн реки — Волга от впадения Оки до Куйбышевского водохранилища (без бассейна Суры). Речной бассейн реки — (Верхняя) Волга до Куйбышевского водохранилища (без бассейна Оки).
По данным геоинформационной системы водохозяйственного районирования территории РФ, подготовленной Федеральным агентством водных ресурсов:
- Код водного объекта в государственном водном реестре — 08010400212110000043335
- Код по гидрологической изученности (ГИ) — 110004333
- Код бассейна — 08.01.04.002
- Номер тома по ГИ — 10
- Выпуск по ГИ — 0